# Ali Gerba
Ali Gerba (n. 4 septembrie 1981, Yaoundé, Provincia Centru, Camerun, Camerun) este un fotbalist canadian retras din activitate, care a jucat pe post de atacant la echipe ca Montreal Impact⁠(d), Toronto Lynx⁠(d) și Milton Keynes Dons F.C.⁠(d). Pe plan internațional, are prezențe la națională pentru Canada U-20⁠(d) și Canada.
1. ↑  Ali Gerba, Transfermarkt, accesat în 9 octombrie 2017
2. ↑  Ali Gerba, FBref